# Marián Halás
Marián Halás (*14. listopadu 1960) je bývalý slovenský fotbalista.

## Fotbalová kariéra
V československé lize hrál za Plastiku Nitra. V československé lize nastoupil ve 32 utkáních a dal 1 gól.

## Ligová bilance
| Ročník                                   | Zápasy | Góly | Klub           |
| ---------------------------------------- | ------ | ---- | -------------- |
| 1. československá fotbalová liga 1981/82 | 12     | 1    | Plastika Nitra |
| 1. československá fotbalová liga 1982/83 | 20     | 0    | Plastika Nitra |
| LIGA CELKEM                              | 32     | 1    |                |